# Diadegma acronyctae
Diadegma acronyctae är en stekelart som först beskrevs av William Harris Ashmead 1896.  Diadegma acronyctae ingår i släktet Diadegma och familjen brokparasitsteklar. Inga underarter finns listade i Catalogue of Life.